# Rafael Ginard i Bauçà
Rafel Ginard i Bauçà (Sant Joan de Sineu, Mallorca, 27 de juliol de 1899 — Artà, Mallorca, 15 d'octubre de 1976) fou un poeta i folklorista.

## Biografia
De família pagesa, va poder conèixer el folklore i les tradicions mallorquines de primera mà. Per iniciativa pròpia ingressà intern al Col·legi del Pares Franciscans del Tercer Orde Regular d'Artà el 1913. Després continuà la seva formació en Filosofia i Teologia a Inca i a Palma, on fou ordenat prevere el 1924.
Ja de jove fou atret per l'obra de Ramon Llull. Durant els seus anys de formació fa amistat amb l'estudiant franciscà lul·lista Miquel Colom Mateu, i col·laboren a casa de Mossèn Alcover en la redacció i classificació de fitxes del que fou el Diccionari Català-Valencià-Balear. Durant aquest temps milità al Partit Integrista.
Des d'Artà, als anys vint començà a escriure poemes que publica a la revista franciscana El Heraldo de Cristo, i inicià la publicació dels Croquis artanencs (1929) a la revista Llevant. Durant aquests anys els seus poemes foren guardonat als Jocs Florals de Barcelona els anys 1930 i 1932, però la seva obra no fou arreplegada en volum fins al 1995; situació similar a la seva autobiografia De com era infant, escrita durant 1932 i que no seria publicada fins després de la seva mort.
El 1943 es trasllada a Llucmajor i partir de 1948 comencen les seves publicacions de temàtica lul·liana en forma de col·laboracions. En aquest moment rep una ajuda de l'Ajuntament de Sant Joan per l'edició del Cançoner Popular de Mallorca, i una altra el 1955 per part de l'Institut d'Estudis Catalans amb el Premi Josep Massot i Palmés. També col·laborà amb el Secretariat de Propaganda del Diccionari Català-Valencià-Balear durant a dècada dels anys cinquanta per tal de promocionar-lo. Durant l'estada al poble, es relacionà amb Maria Antònia Salvà.
El seus superiors el retornen a Artà el 1957 i romandrà allí dins al seu traspàs. Allí col·labora en l'aparició del la revista Bellpuig, successora de Llevant; i reprèn els Croquis artanencs. El 1966 apareix finalment el primer volum del Cançoner popular de Mallorca de mà de l'Editorial Moll, amb unes 5000 cançons. El segon volum es publica a finals de l'any següent. L'estat de salut de Ginard fa que fins al 1970 no es publiqui el tercer volum, i pel mateix motiu no es publica fins al 1975 la quarta i definitiva entrega del cançoner. Mentrestant, el 17 de novembre de 1974 va ser nomenat Fill Predilecte de Sant Joan.
El 15 d'octubre de 1975 morí al convent d'Artà i fou enterrat a aquesta localitat. Al mes següent la revista Bellpuig dedicà un especial a la seva figura i obra.

## Obra
La seva obra més important és el recull Cançoner popular de Mallorca, integrat per més de quinze mil cançons tradicionals mallorquines, cosa que el converteix en el major que s'hagi fet en català, i pel qual va ser premiat per l'Institut d'Estudis Catalans el 1949 i el 1955. A més, va rebre el Premi Ciutat de Palma de folklore el 1958. L'any 2014 el Consell Insular de Mallorca anuncià la catalogació i digitalització el seu llegat.
El 2002, el Consell Insular de Mallorca va adquirir la casa natal del Pare Ginard, impulsat pel Col·lectiu Teranyines, una associació de Sant Joan dedicada a promoure la seva obra. Després d'una reforma entre 2006 i 2007, la casa va obrir com a "Casa Museu Pare Ginard" el 2007, preservant els elements etnogràfics originals. El 2015, sota la gestió de la Fundació Mallorca Literària, es va renovar per convertir-se en la Casa Pare Ginard Museu de la Paraula, dedicada al patrimoni oral de Mallorca que l'autor va recopilar, com cançons, gloses i altres textos tradicionals, destacant-ne la dimensió audible i oral.

### Obres principals
- 1929: Croquis artanencs, sobre la vida i costums d'Artà.[14][15]
- 1960: El Cançoner popular de Mallorca, introducció publicada com a llibre exempt.[16]
- 1966-1975: Cançoner popular de Mallorca, en quatre volums.[17][18]
- 1995: Obra poètica[19]
- 2003: De com era infant[20]

### Col·laboracions
- 1948: Introducció al Blanquerna per a les Obras literarias de Ramon Llull[21]
- 1950: Pròleg al volum XXI de les Obres Originals de l'Il·luminat Mestre Ramon Llull, amb una nota necrològica sobre Salvador Galmés Sanxo[22]

### Obres presentades als Jocs Florals de Barcelona
- 1929: Dotze sonets[23]
- 1930: Ramell de sonets, Premi Extraordinari dels Mantenidors.
- 1931: Pensaments i fragments[24] i Camina, caminaràs...[25]
- 1931 i 1932: Aigues lluminoses[26] i S'Hort d'Es Bril[27]
- 1932: Torrent saltador (segon accèssit a la Flor Natural), Si a mon voler...[28] i Medallons artanencs[29]